# Doncaster (reservat)
Doncaster (Doncaster 17) är ett reservat för mohawker i provinsen Québec i Kanada. Det ligger i regionen Laurentides, i den sydöstra delen av landet, 150 km nordost om huvudstaden Ottawa. Landarean är 75 kvadratkilometer. Området är jaktmarker och fiskevatten utan fast bosättning, och förvaltas gemensamt av Kahnawake och Kanesatake.